# Jacqueline Fernandez
Jacqueline Fernandez   (Al-Manama, 11 d'agost de 1985) és una actriu, model i guanyadora del concurs Miss Univers Sri Lanka en 2006. Es va graduar en Comunicació de Masses a la Universitat de Sydney i va treballar com a periodista de televisió a Sri Lanka. Actualment treballa en Bollywood i ha rebut un premi internacional per l'Acadèmia de Cinema Hindú i el Premi al millor debut femení per Aladin el 2010.

## Filmografia
| Any  | Pel·lícula                         | Paper                | Llengua     | Notes                                                |
| ---- | ---------------------------------- | -------------------- | ----------- | ---------------------------------------------------- |
| 2009 | Aladin                             | Jasmine              | Hindi       | Debut Bollywood film                                 |
| 2010 | Jaane Kahan Es Aayi Hai            | Tara                 | Hindi       |                                                      |
| 2010 | Housefull                          | Dhanno               | Hindi       | Special Appearance In Song "Aapka Kya Hoga (Dhanno)" |
| 2011 | Murder 2                           | Priya                | Hindi       |                                                      |
| 2012 | Housefull 2: The Dirty Dozen       | Bobby                | Hindi       |                                                      |
| 2012 | Raaz 3D                            | Malini               | Hindi       | Cameo                                                |
| 2013 | Race 2                             | Hindi                | Filming     |                                                      |
| 2013 | Total Dhamaal                      | Hindi                | Item Number |                                                      |
| 2013 | Pravegaya                          | CameoSri Lankan film |             |                                                      |
| 2013 | Asman (Sequel of Blue (2009 film)) | Hindi                |             |                                                      |
| 2014 | Kick                               | Shaina               | Hindi       |                                                      |
| 2014 | Housefull 3                        | Ganga Patel (Gracy)  | Hindi       |                                                      |